# 2010年斯德哥尔摩爆炸案
2010年斯德哥尔摩爆炸案（瑞典語：Bombdåden i Stockholm 2010）是当地时间2010年12月11日傍晚发生在瑞典首都斯德哥尔摩市中心的两起炸弹袭击事件，造成一人死亡、两人受伤。瑞典外交大臣卡尔·比尔特和瑞典警方在12日表示，这起爆炸事件是恐怖主义袭击事件。

## 事件经过
第一起爆炸地点位于斯德哥尔摩市中心繁华商业大街皇后大街附近，爆炸源是安装在一辆汽车内的天然气瓶。几分钟后，距离第一处爆炸点约300米的另一条街道上也发生了爆炸，随后一名男子倒在地上失去知觉。据瑞典媒体报道，这名男子便是自杀式袭击者。
攻擊者的身分已證明是28歲的伊拉克裔男子阿布達利（Taimour Abdulwahab Al-Abdaly）。

### 电子邮件威胁
一家瑞典通讯社称，在爆炸发生前10分钟他们收到了一封匿名电子邮件发至通讯社邮箱，其中文字带有威胁意味。邮件对瑞典艺术家拉尔斯·维尔克斯侮辱伊斯兰教创始人穆罕默德的漫画作品以及瑞典在阿富汗驻扎军队表示强烈不满，称瑞典将为此付代价。

## 各界反應
瑞典
首相弗雷德里克·賴因費爾特在2010年12月12日所舉行的記者招待會上表示：「週六在斯德哥爾摩市中心發生的事件導致許多人對瑞典的安全產生疑慮。」